# Fox River (Johnston River)
Der Fox River ist ein Fluss in der Region Kimberley im Nordosten des australischen Bundesstaates Western Australia.

## Geografie
Der Fluss entspringt rund zwölf Kilometer südlich der Duncan Road und ungefähr 65 km nordöstlich des Wolfe-Creek-Crater-Nationalparks. Er fließt in nordwestlicher Richtung durch vollkommen unbesiedeltes Gebiet und unterquert die Duncan Road. Etwa zwei Kilometer südlich von Wungu mündet er in den Johnston River.